# Avia BH-21

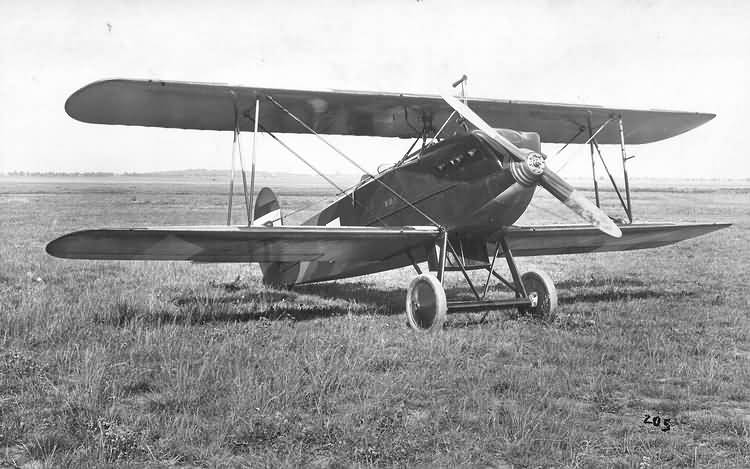
Avia BH-21

De Avia BH-21 is een Tsjechoslowaaks dubbeldekker jacht- en racevliegtuig gebouwd door Avia. De BH-21 is ontworpen door Pavel Beneš en Miroslav Hajn en vloog voor het eerst in januari 1925. In totaal zijn er 176 BH-21’s gebouwd.
De BH-21 is voortgekomen uit de BH-17, nadat de BH-17 de Tsjechoslowaakse competitie voor een jachtvliegtuig had gewonnen. Nadat in 1924 bij deze BH-17 tekortkomingen werden geconstateerd. Zo werden onder andere aanpassingen verricht om de piloot beter zicht te geven. De Tsjechoslowaakse luchtmacht kocht uiteindelijk een totaal zo’n 120 BH-21’s.
Naast de Tsjechoslowaakse luchtmacht kocht ook de Belgische Luchtmacht de BH-21. 39 van deze BH-21’s werden gebouwd in België door SABCA. In totaal heeft België vijftig BH-21’s in haar luchtmacht gehad.

## Versies

### BH-21
Een eenzitsjachtvliegtuig. Deze versie was in gebruik bij zowel de Tsjechoslowaakse luchtmacht als de Belgische.

### BH-21j
Één BH-21 werd uitgerust met een Bristol Jupiter stermotor. Dit leidde uiteindelijk tot de ontwikkeling van de BH-19.

### BH-21r
Deze versie is gespecialiseerd voor racewedstrijden. Zo zijn de vleugels verkort en was de motor opgewaardeerd tot een vermogen van 300 kW (400 pk).

### BH-22
De BH-22 is de dubbelzits uitvoering van de BH-21.

## Specificaties (BH-21)
- Bemanning: 1
- Lengte: 6,87 m
- Spanwijdte: 8,90 m
- Hoogte: 2,74 m
- Vleugeloppervlak: 21,96 m2
- Leeggewicht: 720 kg

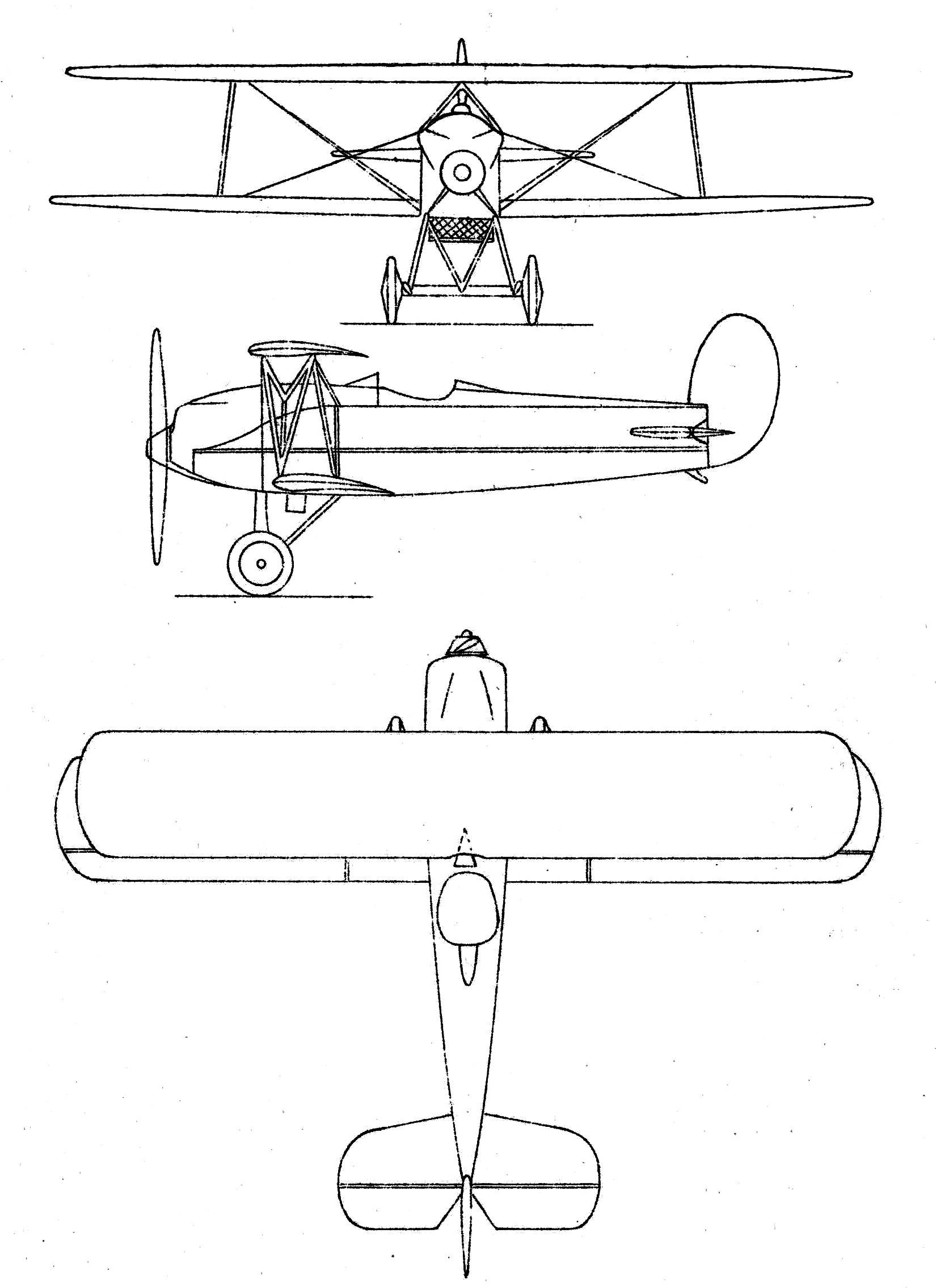
Avia BH-21

- Max. opstijggewicht: 1 085 kg
- Motor: 1× door Škoda gebouwde Hispano-Suiza 8Fb V8, 228 kW (306 pk)
- Maximumsnelheid: 245 km/h
- Plafond: 5 500 m
- Bewapening: 2× vooruit vurende .303 Vickers machinegeweren

## Gebruikers
- België
- Tsjechoslowakije